# MEKO 140
Die MEKO-140-Klasse ist eine Kriegsschiffklasse der Deutschen ThyssenKrupp Marine Systems AG. Die Klasse gehört zu der MEKO-Schiffsreihe und wurde in den 1970er Jahren von der Werft Blohm + Voss entwickelt.

## Geschichte
Die Klasse MEKO 140 war die zweite der MEKO-Schiffsreihe, nach der MEKO-360-Klasse. Das Konzept sah Schiffe in Fregattengröße vor, die auf einfache Weise für jeden Kunden angepasst werden konnten.
Die ersten drei der insgesamt sechs Schiffe dieser Klasse, die in Auftrag gegeben wurden, gehörten zur argentinischen Espora-Klasse, die am 1. August 1979 bestellt wurde. Die Klasse entsprach dem Entwurf MEKO 140 A16. Die Schiffe wurden in Hamburg entwickelt, aber in Argentinien auf der AFNE Rio Santiago Schiffswerft in La Plata gebaut. Argentinien klassifizierte die Schiffe als Korvetten. Die erste Serie umfasste die Schiffe:
- ARA Espora (P-41)
- ARA Rosales (P-42)
- ARA Spiro (P-43)

Ab 1983 wurde eine zweite Serie von Schiffen gebaut. Die letzten zwei Schiffe wurden wegen Budgetproblemen auf Seiten Argentiniens erst 2001 endgültig fertiggestellt und ausgeliefert.
- ARA Parker (P-44)
- ARA Robinson (P-45)
- ARA Gómez Roca (P-46)

## Bilder

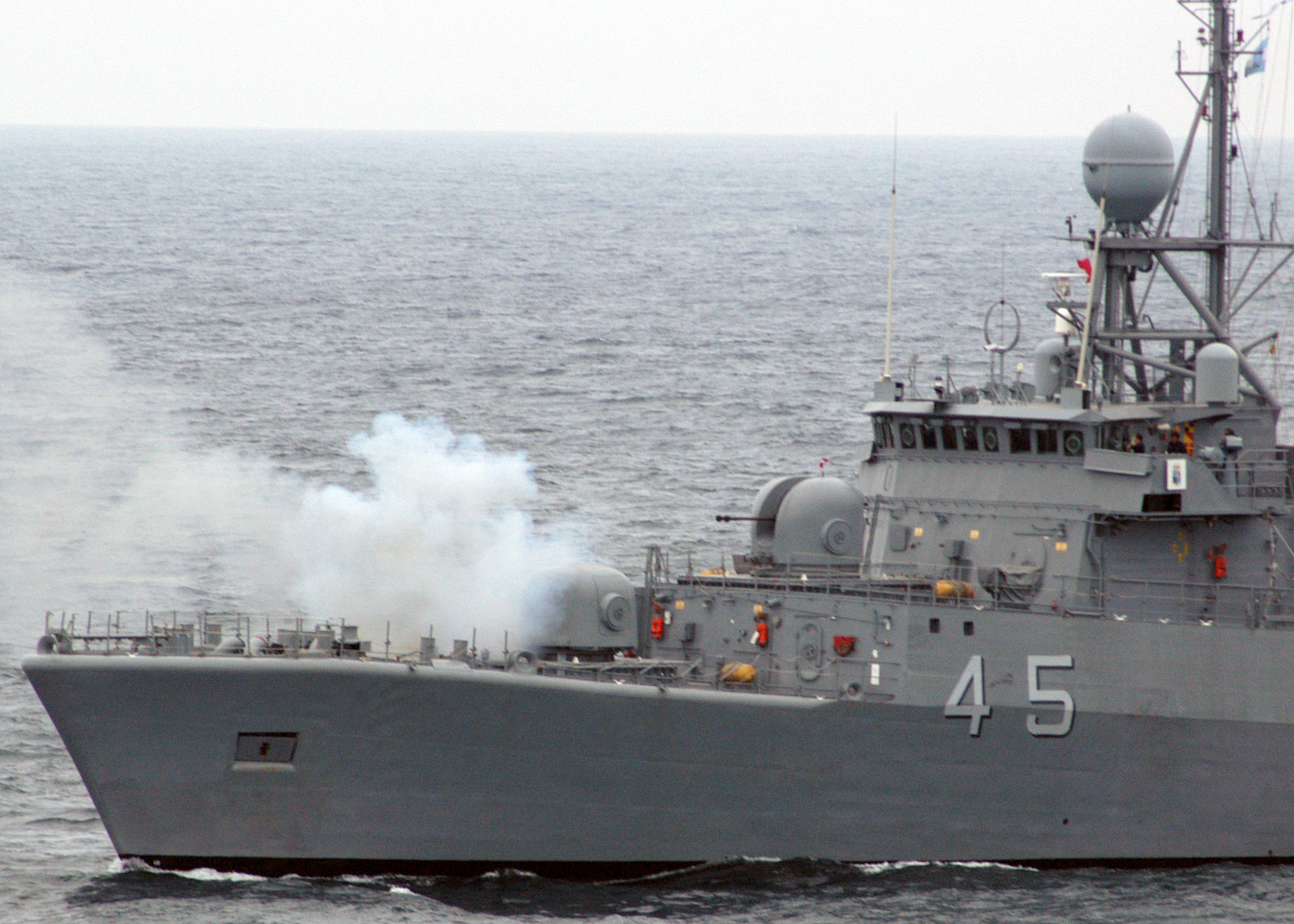
ARA Robinson (P-45) feuert mit Hauptgeschütz
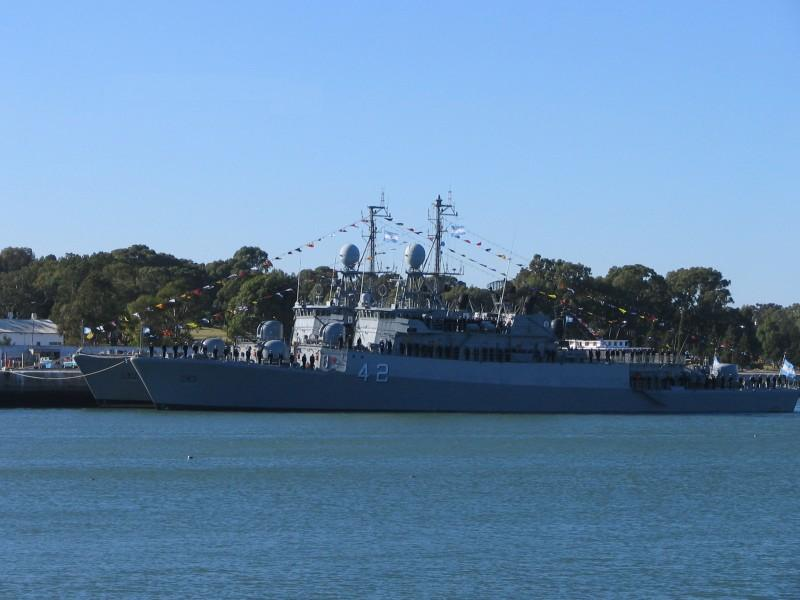
ARA Rosales (P-42) mit Schwesterschiff im Hafen
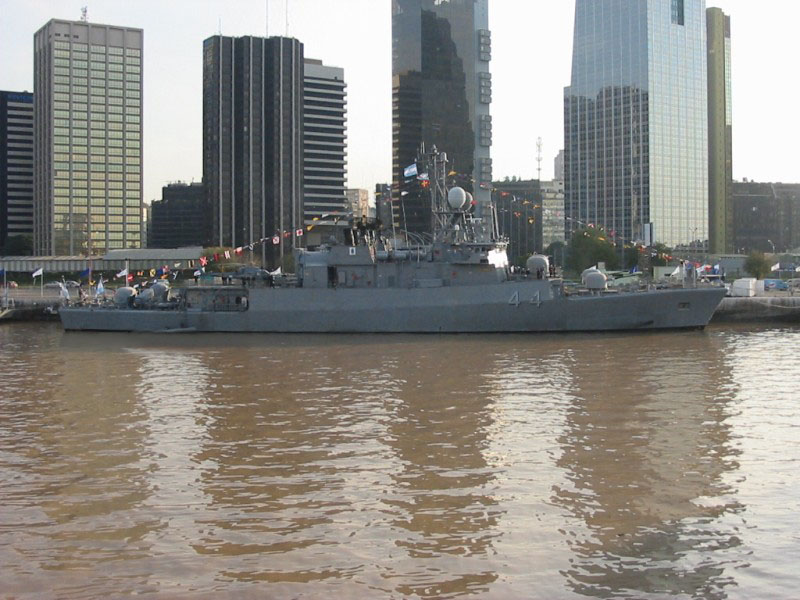
ARA Parker (P-44) in Buenos Aires, Mai 2004
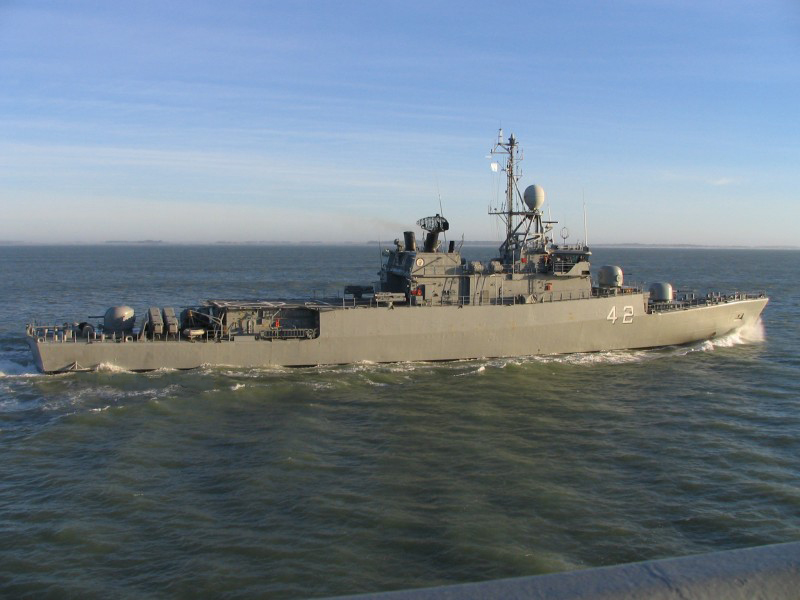
ARA Rosales (P-42)
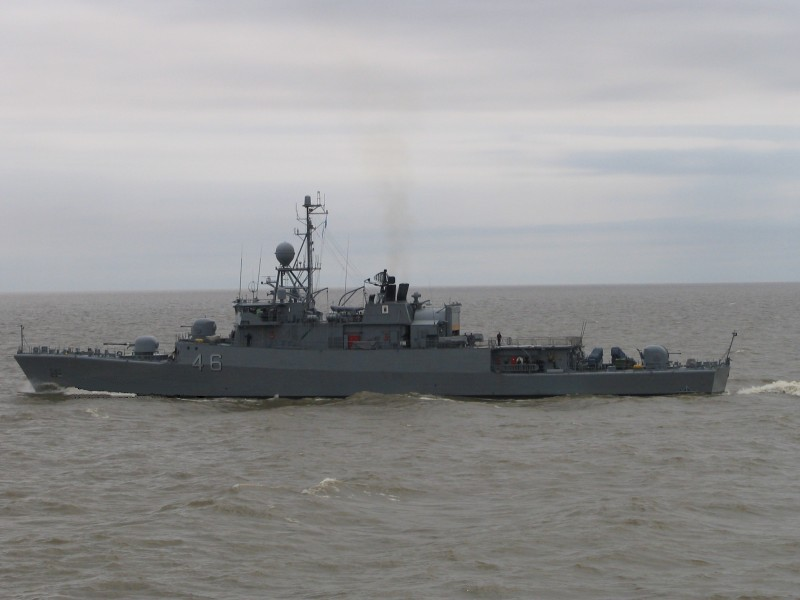
ARA Gómez Roca (P-46)